# Ramiro García Bogliano
Ramiro García Bogliano (La Plata, provincia de Buenos Aires, 6 de septiembre de 1975) es un actor, director y guionista argentino que ha sido galardonado con varios premios.
En la crítica de Ámbito Financiero se expresó de su película Penumbra que "...sus directores persiguen con sus guiños y estilo conseguir atraer al público masivo, algo que perfectamente podrían lograr con este sólido producto. Un par de actos iniciales un poco lentos y convencionales pueden desesperar un poco al público por falta de acción terrorífica, pero luego todo va explotando debidamente...esta película que abre todo un panorama para el cine de género en la Argentina."

## Filmografía
Participó en los siguientes filmes:
Guionista
- Expansivas (2021)
- Ataúd Blanco: El Juego Diabólico (2016)
- Penumbra (2011)
- Sudor frío (2011)
- Donde duerme el horror (2010)
- Masacre esta noche (2009)
- Molina's Mofo (cortometraje 2008)
- No moriré sola (2008)
- Solarix (cortometraje 2007)
- Doctor Infierno (2007)
- 36 pasos (2006)
- Habitaciones para turistas (2004)
- Molina's Test (cortometraje 2001)
- Dolman 2000 (cortometraje 2000)
- Policlínico miserable (cortometraje 1998)

Director
- Penumbra (2011)
- Donde duerme el horror (2010)
- Masacre esta noche (2009)
- Concurso (cortometraje 2002)
- Dolman 2000 (cortometraje, segmento Estupro 2000)
- Policlínico miserable (cortometraje 1998)

Productor
- Expansivas (2021)
- Sudor frío (2011)
- No moriré sola (2008)
- Habitaciones para turistas (2004)
- Concurso (cortometraje 2002)
- Dolman 2000 (cortometraje 2000)
- Sidoglio Smithee (1998)

Actor
- Ataúd Blanco: El Juego Diabólico (2016)…Lugareño en el confesionario
- Muerte cerebral (cortometraje 2012)…Manuel
- Villa (cortometraje 2012)…Comprador 2

Asistente de dirección
- Claudia (2019)
- Sidoglio Smithee (1998)

Director de la segunda unidad
- Late Phases (2014)
- Sudor frío (2011)

## Premios
- Buenos Aires Rojo Sangre 2004: Premio del público (Habitaciones para turistas)
- Buenos Aires Rojo Sangre 2006: Premio al Mejor Guion (36 pasos)
- Buenos Aires Rojo Sangre 2009: Mejor película (Masacre esta noche)
- Festival "A Night of Horror" 2012: Mejor Película Extranjera (Penumbra[2]